# الیکایی سینه‌پولکی جنوبی
الیکایی سینه‌پولکی جنوبی (نام علمی: Microcerculus marginatus) نام یک گونه از سرده ریزدم‌ها است.